# Gymnotus tigre
Gymnotus tigre är en fiskart som beskrevs av Albert och Crampton 2003. Gymnotus tigre ingår i släktet Gymnotus och familjen Gymnotidae. Inga underarter finns listade i Catalogue of Life.